# Old Squaw Islands
Old Squaw Islands är öar i Kanada.   De ligger i territoriet Nunavut, i den östra delen av landet, 2 100 km norr om huvudstaden Ottawa.